# Пичугин (Ростовская область)

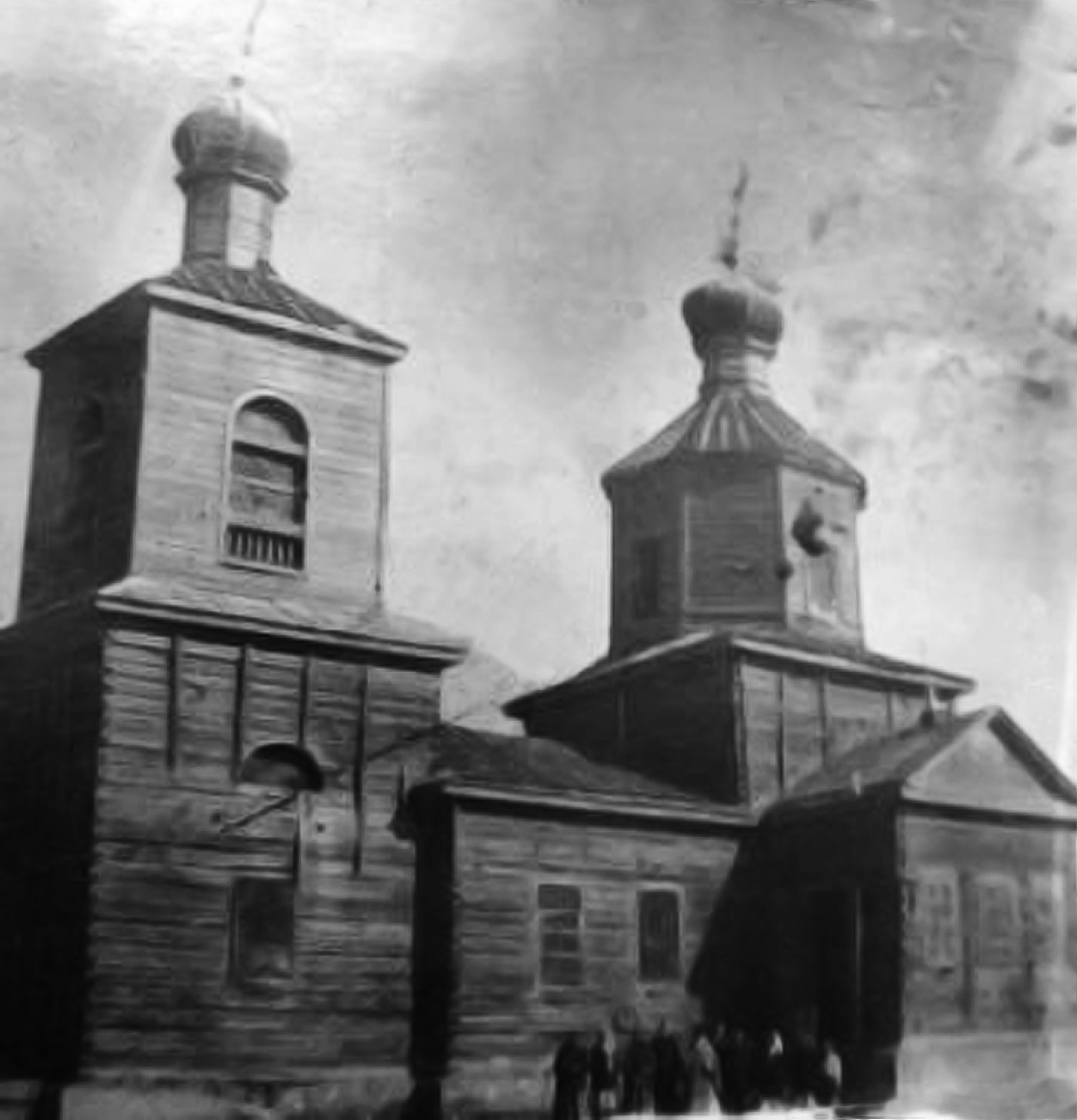
Храм Святителя Николая Чудотворца

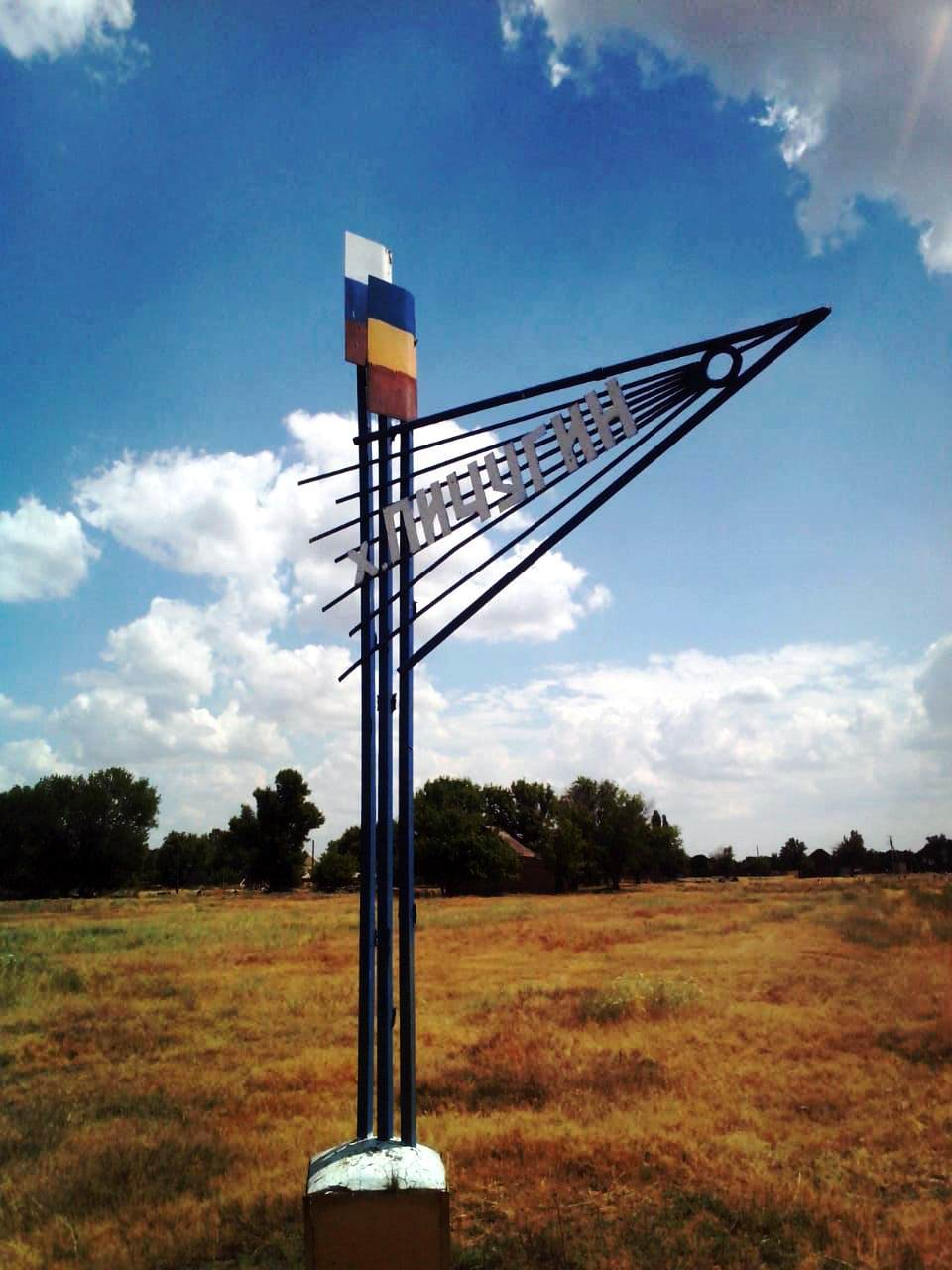
Указатель при въезде

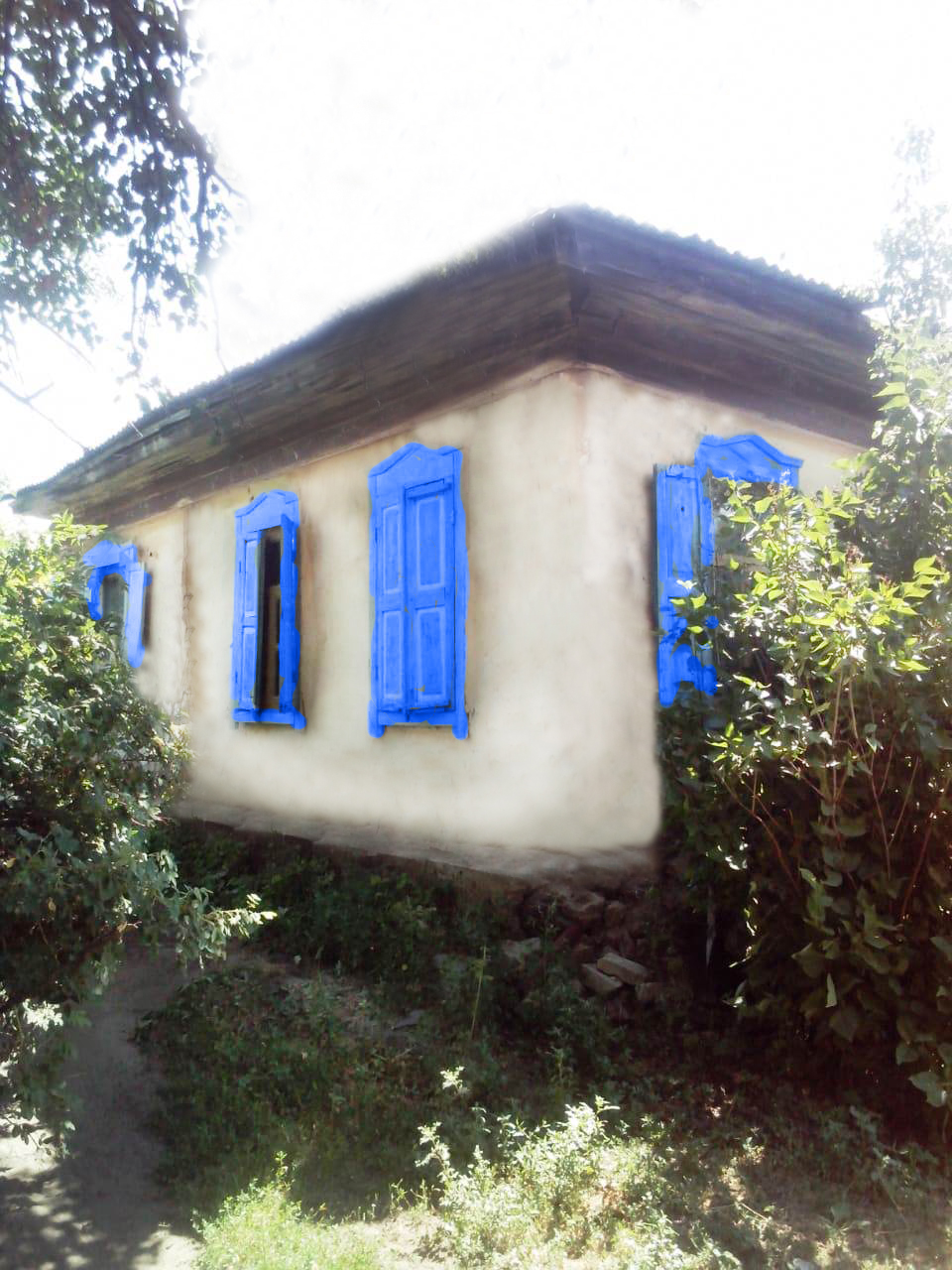
Дом казаков Кумовых 1902 года постройки

Пичугин — хутор в Советском районе Ростовской области.
Входит в состав Советского сельского поселения.

## История
Хутор Пичугин —  хутор окружной Усть-Медведицкой станицы Земли Войска Донского, затем Второго Донского округа станицы Чернышевской. Основан в 1753 году.  Хутор был расположен на реке Чир — в 87 верстах от окружной станицы. За прошедшие время со дня основания хутора местоположение изменилось, теперь хутор находится на реке Цуцкан, за несколько километров от первоначального местоположения.
По данным 1873 года, в хуторе было 59 дворов и 10 отдельных куреней, в которых проживали 215 лиц мужского пола и 203 женского пола. В хозяйствах жителей хутора имелось 46 плугов, 143 лошади, 210 пар быков, 767 голов прочего рогатого скота, и 1964 овцы.
В 1897 году в хуторе насчитывалось уже 100 дворов. В этих дворах проживали 360 лиц мужского пола, в том числе 307 казаков, из них 2 потомственных дворянина. 342 женского пола, в том числе 304 казачки из них 1 потомственная дворянка, а также 2 личных дворянина (чиновника) и 2 члена их семей, 1 мещанин, 52 крестьянина, 38 крестьянок, и 3 лица без указания сословной принадлежности. В хуторе 611 человек занималось земледелием, 50-ремеслом, 8-торговлей, 29-находилось на общественной и частной службе. И, конечно же, все коренное казачье население постоянно находилось на службе, готовясь к войнам, или принимая непосредственное участие в них.
В 1903 году было 93 двора с населением 570 человек.
По имеющимся сведениям, за 1915 год, в хуторе было 112 дворов, в них проживали 155 лиц мужского пола и 146 женского пола; земельное довольствие казаков хутора составляло – 4645 десятин. 
Хутором всегда управляло атаманское правление, которое возглавлял выборный атаман из наиболее уважаемых и заслуженных казаков.
1900-1901 г. – урядник Иосиф Ульянов
1902 г. – урядник Алексей Кумов
1903 г. – казак Алексей Пивоваров
1904 г. – казак Гавриил Ульянов
1905-1907 г. – казак Порфирий Ульянов
1908-1909 г. – урядник Максим Свиридов
1912 г – казак Н. Степанов
1913-1915 г. – казак Василий Пивоваров
1916 г. – казак Н. Кумов
На средства казаков хутора был построен храм Святителя Николая Чудотворца. Церковь освящена 14 декабря 1909 г. Деревянная, на каменном фундаменте, с такой же колокольней в одной связи.. В хуторе всегда проводилось обучение детей. Для этого существовала школа грамоты и одно классное приходское училище.
В 1942 году в хуторе и его окрестностях проходили бои. В боях участвовали 33-я гвардейская и 5-я танковая армии.
Перепись 1970 года, хутор Пичугин 440 человек.

## География

### Улицы
- ул. Вишневая,
- ул. Е. Пугачева,
- ул. Казачья,
- ул. Лесная,
- ул. С. Разина.

## Население
| 2010 |
| ---- |
| 174  |